# The Origin of Birds
The Origin of Birds (« L'Origine des Oiseaux ») est un premier résumé sur l'évolution des oiseaux écrit en 1926 par Gerhard Heilmann, un artiste danois et zoologiste amateur. L'ouvrage est né d'une série d'articles publiés entre 1913 et 1916 en danois et, bien que réédité sous forme de livre, il a surtout été critiqué par des scientifiques reconnus et n'a guère suscité d'intérêt au Danemark. Cependant, l'édition anglaise de 1926 est devenue très influente à l'époque en raison de l'ampleur des preuves synthétisées et des illustrations utilisées pour étayer ses arguments. Elle est considérée comme une référence sur le sujet de l'évolution des oiseaux pendant plusieurs décennies après sa publication.
Au cours des recherches présentées dans le livre, Heilmann envisage et finalement rejette la possibilité que tous les groupes de reptiles vivants et plusieurs groupes éteints soient des ancêtres potentiels des oiseaux modernes, y compris les crocodiliens, les ptérosaures et plusieurs groupes de dinosaures. Bien qu'il reconnaisse que certains des plus petits théropodes du Jurassique présentent de nombreuses similitudes avec Archaeopteryx et les oiseaux modernes, il estime qu'il est peu probable qu'ils soient des ancêtres directs des oiseaux et qu'il s'agit plutôt de ramifications étroitement apparentées, et conclut que ces similitudes sont le résultat d'une évolution convergente plutôt que d'une ascendance directe. En se basant essentiellement sur un processus d'élimination, Heilmann arrive à la conclusion que les oiseaux doivent descendre des thécodontes, un groupe d'archosaures ayant vécu au Permien et au Trias. Bien que cette conclusion se soit révélée inexacte par la suite, The Origin of Birds est considéré comme un ouvrage magistral à l'époque et fixe le programme international de recherche sur l'évolution des oiseaux pendant près d'un demi-siècle, et une grande partie de ses recherches reste d'actualité.

## Contexte

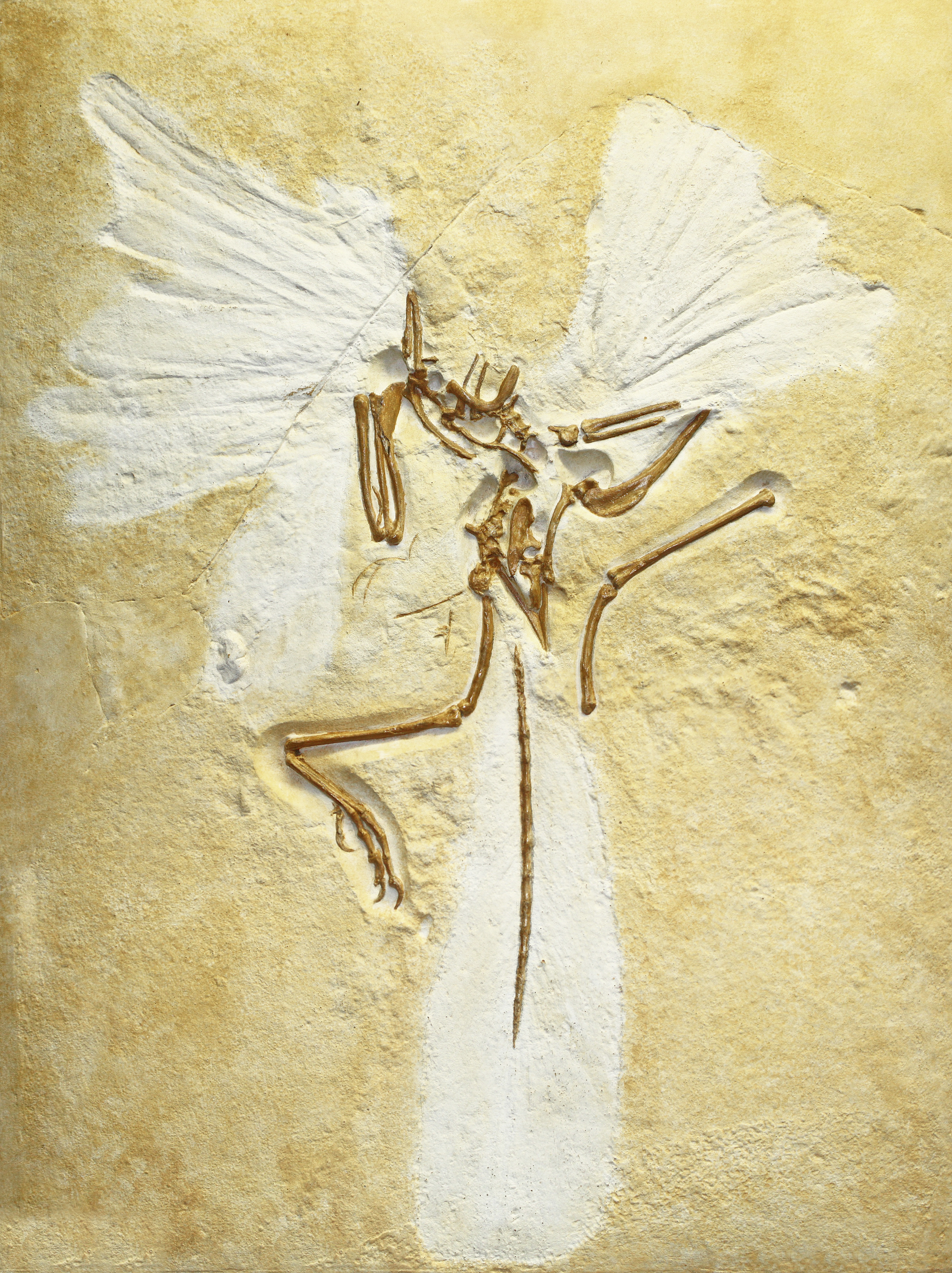
Premier spécimen d’Archaeopteryx.

Lorsque Heilmann commence ses recherches au début des années 1900, l'oiseau primitif Archaeopteryx n'est connu que par trois fossiles trouvés dans les carrières de calcaire de Solnhofen, près d'Eichstätt, en Allemagne. Ces trois fossiles sont constitués de deux squelettes presque complets découverts en 1861 et 1877, et d'une seule plume datant de 1860. Ils sont découverts quelques décennies seulement après la découverte des dinosaures, et comme certains dinosaures ressemblaient un peu à des oiseaux, l’Archéoptéryx est considéré comme un possible « chaînon manquant » entre les reptiles et les oiseaux par de nombreux paléontologues de l'époque.
Les similitudes entre Archaeopteryx, les dinosaures connus et les oiseaux modernes sont examinées. Thomas Huxley défend l'idée qu’Archaeopteryx et les oiseaux modernes ont plus en commun avec les dinosaures théropodes qu'avec n'importe quel autre groupe d'animaux. À l'époque, cette idée s'oppose à celle de l'anatomiste Sir Richard Owen, du British Museum, qui considère qu’Archéoptéryx n'est pas différent des oiseaux modernes d'un point de vue taxonomique. Les travaux de Huxley sont controversés et ce climat d'incertitude et de contestation sur l'origine des oiseaux perdure jusqu'au début du 20e siècle.
Alors que la paléontologie s'intéresse au lien (ou à l'absence de lien) entre les dinosaures et les oiseaux, le problème de l'évolution du vol fait également l'objet d'un examen approfondi. Il est observé qu'un certain nombre d'animaux dotés d'une capacité modérée de vol ou de vol plané, tels que les chauves-souris, les lézards volants et les écureuils volants, ont un mode de vie arboricole. Cela conduit à l'idée que les ancêtres des oiseaux ont dû progressivement acquérir la capacité de voler en sautant entre les branches au sommet des arbres. Le paléontologue hongrois Franz Nopcsa propose une autre hypothèse en 1907, affirmant que les ancêtres des oiseaux étaient des animaux bipèdes à course rapide, apparentés aux dinosaures théropodes. Lorsque Heilmann arrive sur la scène paléontologique, ces deux séries de théories contradictoires servent de cadre à ses recherches et à ses conclusions finales.

## Publication

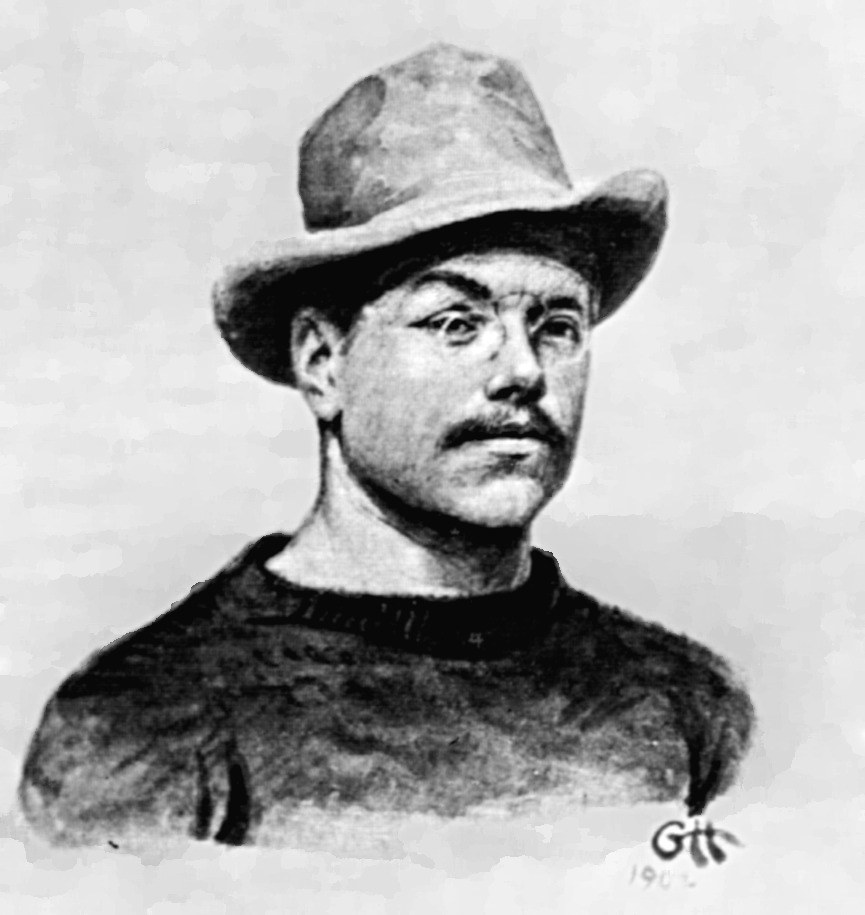
Autoportrait de Gerhard Heilmann de 1902.

Entre 1913 et 1916, Gerhard Heilmann publie une série d'articles dans le journal de la Dansk Ornitologisk Forening (Société ornithologique danoise), tous très illustrés et traitant de la question de l'origine des oiseaux. Il propose pour la première fois l'idée d'un traité de vulgarisation sur l'évolution des oiseaux en 1912 à Otto Helms (d) (1866-1942), alors rédacteur en chef du journal de l'Association Ornithologique Danoise. Helms soutient l'idée, mais recommande à Heilmann de demander d'abord l'avis d'un professionnel sur le sujet. Malgré l'absence de formation formelle en zoologie, Heilmann réussit à rassembler ses recherches avec l'aide de plusieurs autres personnes, dont l'expert en animaux préhistoriques du musée zoologique de Copenhague (en), Herluf Winge, et le biologiste D'Arcy Wentworth Thompson de l'université de Dundee. Winge, bien qu'ayant initialement montré de l'intérêt pour les travaux de Heilmann, s'est par la suite révélé être une source de frustration en refusant de discuter en profondeur avec Heilmann de diverses questions scientifiques. Heilmann finit par rompre le contact, exprimant une certaine amertume face à cet apparent changement d'avis, qu'il attribua plus tard à la croyance de Winge dans le lamarckisme.
Les articles originaux de Heilmann sont publiquement ignorés par les zoologistes danois, mais provoquent des troubles considérables en coulisses. Le zoologiste danois Robert Hutzen Stamm (1877-1934), par exemple, se moque de Heilmann dans des lettres privées adressées à Helms peu après la publication de son premier article. D'autres zoologistes danois expriment également et ouvertement leur mépris pour les travaux de Heilmann, notamment les professeurs de zoologie de l'université de Copenhague Johan Erik Vesti Boas (en) (1855-1935) et Hector Jungersen (d) (1854-1917). Malgré cela, Helms continue de soutenir Heilmann et ses idées, qui commencent à attirer l'attention de l'étranger. En avril 1913, l'expert américain en oiseaux fossiles Robert Wilson Shufeldt (en) (1850-1934) tombe par hasard sur le premier article de Heilmann. Shufeldt, qui est marié à une Norvégienne, comprend quelques mots de danois et peut lire le travail de Heilmann, avec qui il prend contact peu après. Cela ouvre à Heilmann la possibilité d'une correspondance internationale avec d'éminents paléontologues, ce qui contribue à la reconnaissance de ses travaux en dehors du Danemark.
Les articles de Heilmann sont ensuite rassemblés et publiés sous forme de livre en danois en 1916, sous le titre, comme dans sa série, Vor Nuvaerende Viden om Fuglenes Afstamming (« Nos connaissances actuelles sur l'origine des oiseaux »). Cette publication rencontre le même manque d'intérêt et il est supposé que c'est le résultat de la publication en langue danoise, qui la rend inaccessible à de nombreux scientifiques travaillant aux États-Unis et dans une grande partie de l'Europe. Le domaine de la paléontologie est alors dominé par des scientifiques américains et anglais, et la discipline en Europe continentale est dominée par l'Allemagne et, dans une moindre mesure, par la France.
En conséquence, et à l'instigation de Shufeldt, Heilmann consacre une grande partie des années suivantes à essayer de trouver un éditeur en langue anglaise, disposé à entreprendre une traduction de son œuvre. Aucun des grands éditeurs qu'il contacte, ne sont disposés à le faire, à moins que Heilmann lui-même ne soit prêt à financer la traduction, ce qu'il n'est pas en mesure de faire. Entre-temps, Heilmann profite de l'occasion pour réviser et améliorer son manuscrit, qui inclut les informations qu'il a acquise en examinant le spécimen berlinois d’Archaeopteryx pour la première fois en 1923, à l'invitation de Josef Felix Pompeckj, professeur au Muséum d'histoire naturelle de Berlin. L'examen en personne de cet important spécimen permet à Heilmann d'ajouter quelques détails supplémentaires et de réviser sa compréhension de la hanche, du crâne et des plumes de vol. Avec l'aide du paléontologue anglais Arthur Smith Woodward (1864-1944) du British Museum, il réussit finalement à trouver un petit éditeur londonien disposé à produire une version anglaise de son manuscrit en 1926.

### Éditions
Alors que la plupart des documents originaux sont publiés dans le journal de l'Association Ornithologique Danoise entre 1913 et 1916, la première version anglaise du livre est publiée à Londres en 1926 par H. F. & G. Witherby. Elle est publiée aux États-Unis l'année suivante par D. Appleton & Company. Le livre est réimprimé en 1972 par Dover Publications, Inc, le seul changement étant la reproduction en niveaux de gris de plusieurs illustrations publiées à l'origine en couleur.
Les éditions anglaise et danoise diffèrent sur plusieurs points importants. L'édition anglaise est un peu plus courte et plus concise, et inclut des informations plus récentes que Heilmann a acquises en étudiant les véritables fossiles d’Archaeopteryx à Berlin, ainsi qu'auprès de scientifiques étrangers qui lui ont envoyé des photographies et des moulages en plâtre. Elle contient également un langage beaucoup moins dur à l'égard de Boas et d'autres personnes avec lesquelles il n'est pas d'accord. Curieusement, l'édition anglaise ne contient pas les séquences de transformation inspirées par D'Arcy Thompson, bien que Heilmann reconnaisse encore brièvement l'utilisation de ses méthodes pour développer son Proavis (en).
L'ouvrage est resté inédit dans les pays francophones.

## Plan du livre
Le livre de Heilmann est divisé en quatre parties principales. Les trois premières présentent les preuves de l'évolution des oiseaux à partir des archives fossiles, des embryons d'oiseaux et d'autres animaux et oiseaux vivants. La quatrième partie, la plus novatrice, examine plusieurs groupes d'animaux éteints afin de déterminer l'origine probable des oiseaux modernes.

### Première partie -Some Fossil Birds
Dans la première partie, « Quelques oiseaux fossiles », Heilmann examine avec un luxe de détails les restes fossiles de plusieurs oiseaux éteints, dont Hesperornis, Ichthyornis, Archaeopteryx et « Archaeornis », nom couramment utilisé à l'époque pour le spécimen de Berlin, dont on pensait alors qu'il représentait un genre à part entière. Tout au long de cette section, le lecteur trouve de nombreux rendus finement détaillés et étiquetés de différentes parties de l'anatomie du squelette de ces oiseaux, ainsi que d'autres groupes de reptiles éteints et de certains oiseaux modernes. Le souci du détail dont fait preuve Heilmann dans ses œuvres est inspiré, du moins en partie, par son insatisfaction à l'égard des représentations anatomiques de ces animaux dans les ouvrages savants de l'époque, qu'il juge « peu satisfaisantes » et « contenant des erreurs trompeuses ».

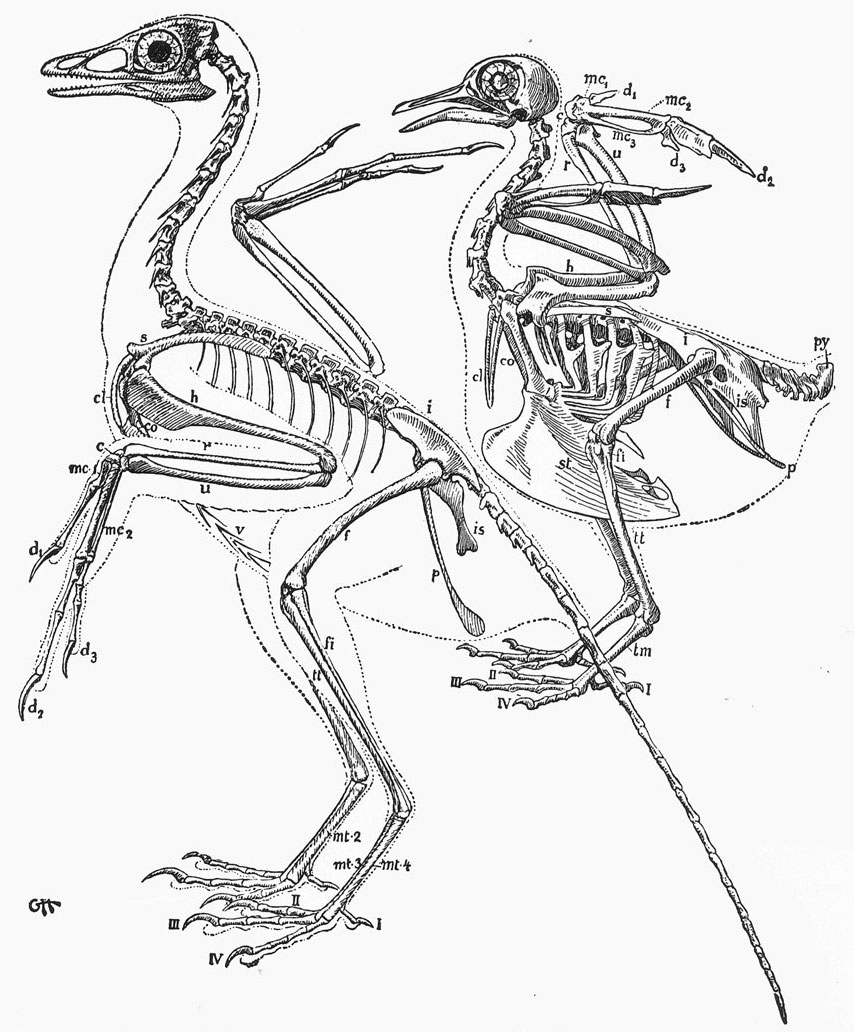
Comparaison entre le squelette d’Archaeornis (le spécimen d’Archaeopteryx à Berlin) et un pigeon moderne, illustration de Heilmann.

Au début de cette section, Heilmann se lance dans une description approfondie du spécimen d’Archaeopteryx de Berlin, qui comprend des comparaisons détaillées avec des aspects spécifiques des oiseaux modernes. Après avoir comparé le crâne du spécimen à celui d’Aetosaurus, d’Euparkeria et d'un pigeon moderne, Heilmann déclare qu'il n'est pas d'accord avec le consensus scientifique de l'époque selon lequel le crâne d’Archaeopteryx est celui d'un véritable oiseau. Il écrit que les caractéristiques reptiliennes du crâne sont beaucoup plus prononcées, citant les caractéristiques des dents, des fenestrae (en) et de la structure de la mâchoire qui ne ressemblent indéniablement pas à celles d'un oiseau. Heilmann découvre qu'une grande partie de l'anatomie d’Archaeopteryx est en fait résolument reptilienne et s'oppose généralement à celle des oiseaux modernes. Il s'agit notamment du bassin, dépourvu de processus pectiné et dont l'os sacrum est très différent de celui des oiseaux modernes, ainsi que du carpe, dont Heilmann écrit qu'il présente les mêmes faits que ceux que l'on trouve dans les poignets des reptiles modernes. Sa queue est également notée par Heilmann comme étant extrêmement reptilienne et ne ressemblant à rien de connu chez les oiseaux modernes.
Il poursuit en affirmant que d'autres caractéristiques d’Archaeopteryx ressemblent remarquablement à celles d'un oiseau et n'ont que peu de ressemblance avec leurs analogues reptiliens. La main d’Archaeopteryx est considérée comme l'une de ses caractéristiques les plus remarquables, avec ce que Heilmann appelle une « base reptilienne » qui en est venue à supporter les plumes primaires. Il compare cette main à celle d'un reptile primitif à cinq doigts, notant les différences évidentes, avant de souligner la similitude frappante de la main avec celle du théropode Ornitholestes. Heilmann entre ici dans les détails de la disposition des ailes d’Archaeopteryx, en s'appuyant sur son observation du spécimen de Berlin. La dernière partie de cette section traite de l'analyse de l'anatomie du squelette des oiseaux fossiles Hesperornis et Ichthyornis, mais Heilmann décide finalement qu'ils n'ont pas d'importance pour ses recherches. Il conclut la section en déclarant qu’Archéoptéryx « peut être caractérisé comme un reptile déguisé en oiseau », et déclare que ses études doivent passer du squelette aux tissus mous pour parvenir à une conclusion finale.

### Deuxième partie -Embryonic Stages of Reptiles and Birds

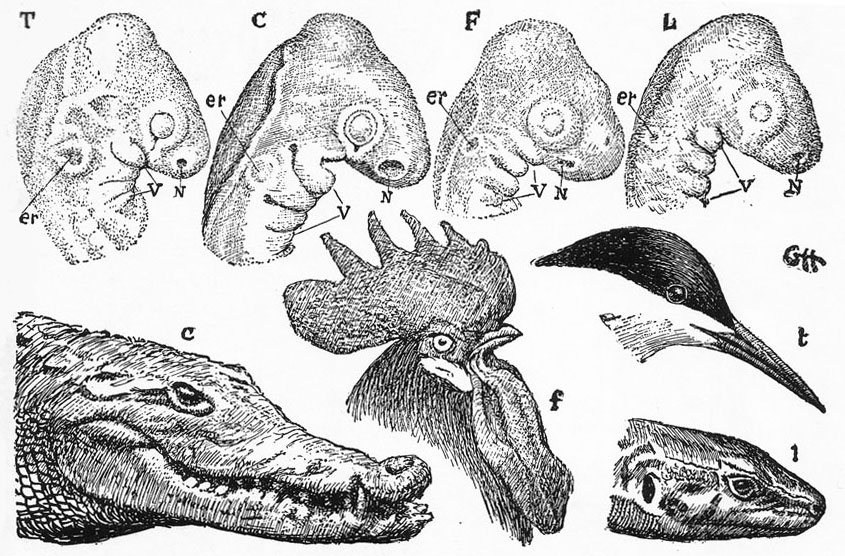
Illustrations comparatives de Heilmann des embryons et des adultes de plusieurs oiseaux et reptiles existants (crocodile, coq, sterne, lézard).

Dans cette section, « Stades embryonnaires des reptiles et des oiseaux », Heilmann s'appuie sur ses observations des cellules germinales, de la fécondation, de la division cellulaire, de l'ontogenèse et de l'embryologie comparée pour établir l'ascendance probable des oiseaux. Au début de la section, il consacre beaucoup de détails aux études comparatives entre les cellules germinales de nombreuses espèces d'oiseaux et de reptiles (et de plusieurs mammifères), y compris quelques commentaires sur la locomotion en « tire-bouchon » observée dans les spermatozoïdes de plusieurs espèces d'oiseaux et de reptiles, mais d'aucun mammifère. Il poursuit en proposant une comparaison similaire entre les ovules des oiseaux et des reptiles, et trouve beaucoup plus de similitudes entre eux qu'avec l'ovule d'un mammifère. Après une analyse des cellules germinales, il poursuit le cycle de développement en examinant le processus de fécondation et le clivage ultérieur du zygote. Il présente ici plusieurs figures et illustrations du clivage du blastoderme (en) chez les reptiles et les oiseaux.
Il examine en détail l'expression des étapes de l'évolution dans le développement des embryons, depuis le processus de division cellulaire jusqu'au développement de caractéristiques anatomiques spécifiques. Il constate une ressemblance frappante entre le développement embryonnaire des reptiles et des oiseaux, y compris les détails de l'anatomie du squelette (avec une attention particulière pour les mains et les pieds) et de divers organes. Il note que les embryons d'oiseaux et de reptiles développent des arcs pharyngés, ce qui laisse supposer qu'ils ont des ancêtres aquatiques. Plus intéressant pour son objectif, Heilmann écrit dans la même veine que les embryons de certains oiseaux présentent clairement une structure de doigts à trois griffes, dont l'un au moins (l'hoatzin) conserve de véritables griffes après l'éclosion. Il mentionne d'autres caractéristiques anatomiques des embryons d'oiseaux qui suggèrent également leur ascendance reptilienne, comme la division embryonnaire du pygostyle en vertèbres distinctes et séparées.

### Troisième partie -Some Anatomical and Biological Data
La troisième partie, « Quelques données anatomiques et biologiques », traite des comparaisons anatomiques entre les oiseaux et les reptiles existants. Heilmann y trouve des traces de la relation entre les deux espèces dans des exemples de fenestrae, de griffes, de cerveau, d'organes sensoriels, d'organes sexuels et d'autres caractéristiques. Il conclut que nombre de ces caractéristiques sont « presque identiques » entre les reptiles et les oiseaux. Il cite d'autres caractéristiques comme étant clairement dérivées les unes des autres, comme la plume aviaire qui est essentiellement une écaille cylindrique et frangée.

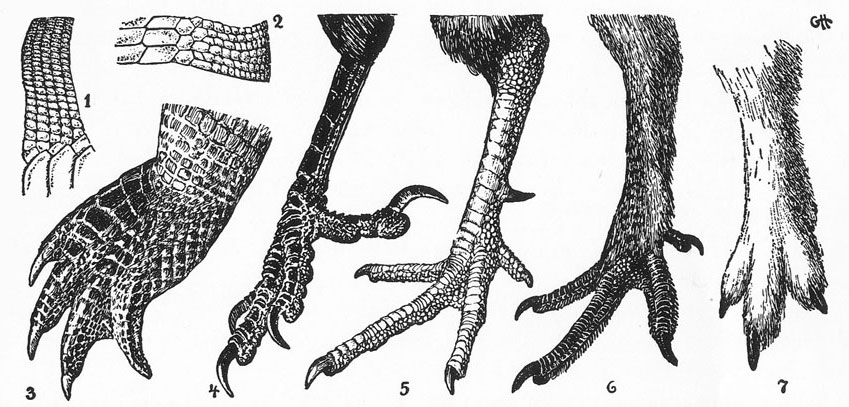
Illustrations comparatives de Heilmann des pattes et des écailles de divers oiseaux et reptiles existants : lézard vert (1), lézard vivipare (2), alligator (3), corneille mantelée (4), faisan (5), tétras-lyre (6) et lagopède (7).

Il commence la section par une analyse de l'ouverture temporale que l'on trouve dans le crâne de nombreux oiseaux existants. Après une comparaison approfondie, il rejette l'idée, courante à l'époque, que cette ouverture temporale est homologue à la fenestra supratemporale des reptiles. Il conclut plutôt qu'il s'agit d'une caractéristique récente. Il fait ensuite quelques observations sur la structure de l'aile des oiseaux nicheurs modernes. Il constate que certaines espèces d'oiseaux existants ont des griffes sur leurs premier et deuxième doigts lorsqu'ils sont très jeunes, et que certaines, comme l'hoatzin, utilisent même ces griffes temporaires pour grimper, y compris dans les branches des arbres. Il découvre également que beaucoup plus d'oisillons ont une griffe non fonctionnelle sur le premier doigt, et que certains oiseaux adultes en ont également une.
Les organes sont ensuite examinés en détail, avec diverses comparaisons entre reptiles et oiseaux. Il commence par le cerveau, analysant en détail la structure cérébrale et du cervelet de plusieurs animaux, dont les oiseaux, les crocodiliens et les mammifères. Bien que sensiblement plus développée, Heilmann constate que la structure générale du cerveau est très similaire chez les oiseaux et les reptiles, et il décrit le cerveau des oiseaux modernes comme « une évolution supplémentaire des caractères particuliers déjà trouvés chez les reptiles ». Il trouve également que les yeux des oiseaux et des reptiles sont remarquablement similaires, en particulier le développement du cristallin, ainsi que l'oreille, qui révèle un écart beaucoup plus grand entre les Sauropsida et les mammifères qu'avec les oiseaux. Il décrit les organes sexuels des oiseaux et des reptiles comme étant également structurellement similaires, et trouve que si la plupart des espèces d'oiseaux mâles ont perdu leur pénis pour réduire leur poids, ceux qui le conservent présentent des similitudes remarquables avec les reptiles actuels. Il écrit que les caractères sexuels secondaires sont également similaires entre les oiseaux et les reptiles, les deux groupes utilisant fréquemment des structures et des couleurs vives pour parader. Il conclut la section en offrant quelques comparaisons supplémentaires de structures et d'organes, comme les poumons, le muscle ambiens, le bec et les gaines d'écailles. Dans l'ensemble, Heilmann interprète ces nombreuses similitudes comme une preuve supplémentaire de l'étroite parenté entre les oiseaux et les reptiles.

### Quatrième partie -The Proavian
Dans la dernière partie, « le Proavien », Heilmann cherche à synthétiser les informations des trois parties précédentes pour découvrir les origines probables d'un groupe particulier d'ancêtres. Pour ce faire, il discute de la morphologie spécifique d'une créature hypothétique, qu'il appelle « le proavien », qui a dû exister entre les oiseaux modernes et leurs ancêtres reptiliens. Après avoir affirmé avec audace que les oiseaux descendent des reptiles, Heilmann cite la loi d'irréversibilité de Dollo comme la principale raison pour laquelle il pense que les oiseaux ne peuvent pas descendre des dinosaures théropodes, en dépit de leurs nombreuses similitudes morphologiques. La loi de Dollo stipule qu'une caractéristique ou un organe perdu par l'évolution ne peut être récupéré. Dans ses recherches sur le lien entre oiseaux et reptiles, Heilmann se heurte à un problème récurrent : les oiseaux modernes possèdent une furcula, alors que les dinosaures théropodes, d'après ses observations, n'en possédaient pas. Comme les anciens fossiles reptiliens antérieurs aux dinosaures possédaient manifestement un autre type de furcula, Heilmann a conclu que cette caractéristique ne pouvait pas avoir été perdue et retrouvée au cours de l'évolution. Sur la base de cette loi, il rejette donc la possibilité d'un ancêtre direct des oiseaux par les théropodes, tout en reconnaissant que les théropodes et les oiseaux ont dû partager une relation étroite.

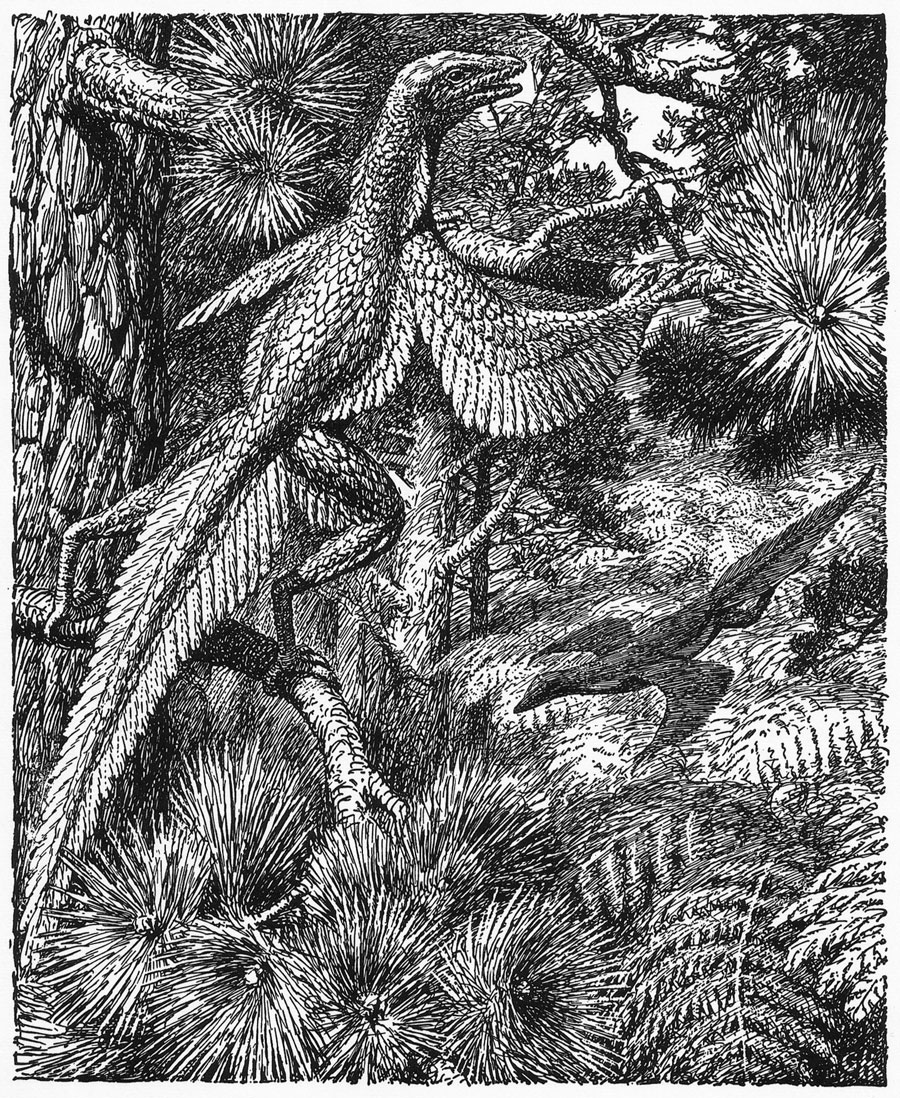
Reconstruction par Heilmann de son hypothétique « Proavis ».

Tout au long de cette section, Heilmann examine plusieurs groupes d'ancêtres possibles en plus des coelurosaures, notamment les ptérosaures, les predentata et les pseudosuchiens. Sur la base de son rejet des théropodes, en raison de la question de la furcula et de ce qu'il considère comme des similitudes morphologiques frappantes entre les crânes d’Archaeopteryx, d’Aetosaurus et d’Euparkeria, Heilmann conclut qu'une origine pseudosuchienne des oiseaux est la plus probable. La dernière partie de cette section aborde la question du Proavien, que Heilmann illustre de manière spéculative à la fois en squelette et en milieu naturel. Il construit un crâne hypothétique pour cet animal en se basant sur une combinaison mathématique des crânes d’Archaeopteryx, d’Euparkeria, d’Aetosaurus et d’Ornithosuchus. Il construit son squelette de la même manière. Dans cette section, il compare également son propre Proavis à un Proavis similaire construit par le naturaliste américain William Beebe. Heilmann examine et rejette le Proavis de Beebe (nommé « Tetrapteryx » par Beebe) en se basant sur son analyse de la documentation de Beebe concernant les ailes pelviennes chez les embryons d'oiseaux, dont Heilmann n'a trouvé que peu de preuves.
Il conclut cette dernière section en étoffant son Proavis et en résumant sa vision des origines des oiseaux, selon laquelle les oiseaux auraient quitté les reptiles au niveau des pseudosuchiens. À partir de ce point de bifurcation, les oiseaux et les dinosaures auraient évolué parallèlement pendant des millions d'années, en tant que cousins plutôt qu'ancêtres. Il imagine que ces reptiles auraient progressivement adopté une démarche bipède et se seraient transformés de coureurs terrestres en grimpeurs arboricoles, développant des capacités de saut de plus en plus longues. En cours de route, les écailles des ancêtres reptiles se seraient « effilochées » et se seraient progressivement transformées en plumes, d'abord le long de l'avant-bras et de la queue, puis sur l'ensemble du corps. La nécessité pour cet animal d'être un grimpeur habile aurait catalysé l'allongement de ses phalanges, qui seraient finalement devenues suffisamment longues et solides pour soutenir une aile. Des muscles puissants se seraient développés pour fixer ces membres, qui se seraient insérés sur le sternum. Tous ces éléments auraient facilité l'apparition d'un métabolisme accéléré, aboutissant à l'état à sang chaud connu des oiseaux modernes. Cette évolution se serait produite parallèlement à un agrandissement du cerveau, nécessaire pour coordonner et superviser ces caractéristiques raffinées. C'est ainsi, conclut Heilmann, que le reptile s'est transformé en oiseau.

## Héritage
En 1868, Thomas Huxley publie On the animals which are most nearly intermediate between birds and reptiles (« Sur les animaux qui sont les plus proches intermédiaires entre les oiseaux et les reptiles »), qui plaide fortement en faveur du lien ancestral entre les oiseaux et les dinosaures. La proposition de Huxley selon laquelle les oiseaux sont nés des dinosaures - basée principalement sur son observation des similitudes entre Archaeopteryx et Compsognathus - est restée respectable et répandue dans la communauté paléontologique jusqu'à la publication de The Origin of Birds. Plus que quiconque, Heilmann est à l'origine du rejet généralisé du lien entre dinosaures et oiseaux. Ses conclusions ne se limitent cependant pas au simple rejet d'une ascendance dinosaurienne pour les oiseaux : par exemple, il favorise l'origine arboricole du vol aviaire, il associe fermement les oiseaux aux reptiles plutôt qu'aux mammifères, et il est responsable de la fin de l'idée selon laquelle les oiseaux descendent des ptérosaures. Plusieurs aspects de ses recherches ont continué à être influents longtemps après leur publication.

### Furcula et le lien oiseau-dinosaure
L'ascendance thécodontienne proposée est finalement tombée en disgrâce, en partie parce que le clade « thecodontia » n'est pas monophylétique, ce qui signifie qu'il n'a pas de caractéristiques diagnostiques uniques (et est largement considéré comme un groupe obsolète aujourd'hui). Mais la principale raison pour laquelle l'hypothèse de Heilmann s'est avérée incorrecte, réside dans la question de la clavicule. Heilmann est très proche de relier les théropodes et les oiseaux entre eux, allant même jusqu'à écrire qu'« il semblerait assez évident de conclure que c'est parmi les Coelurosaures qu'il faut chercher l'ancêtre des oiseaux ». Cependant, il en a été empêché par l'absence apparente de clavicule chez les dinosaures prédateurs, qui reflétait son adhésion stricte à la loi de Dollo : les ancêtres reptiliens possédaient une clavicule, mais l'avaient perdue à un moment donné au cours de leur évolution vers les dinosaures. Par conséquent, pour que Heilmann croie que les dinosaures sont des ancêtres des oiseaux, il faudrait prouver l'existence de clavicules dans les clades dinosauriens.

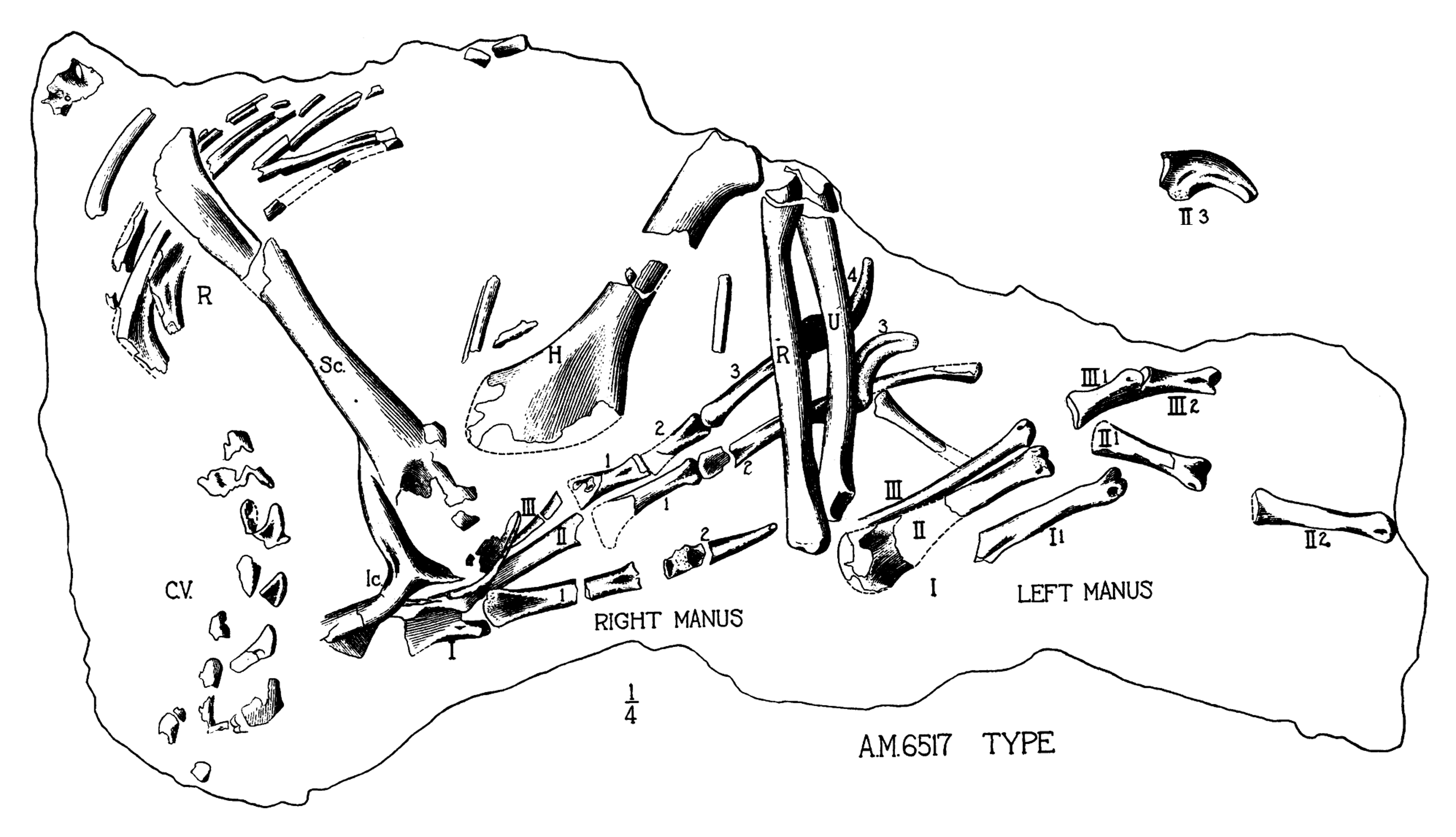
Figure 8 : Dessin original du spécimen d’Oviraptor de 1924, comprenant le furcula mal identifié.

Par pure coïncidence, un petit dinosaure théropode nommé Oviraptor philoceratops est découvert pendant que Heilmann travaille sur son livre, et est décrit par Henry Fairfield Osborn en 1924. La figure 8 de l'article d'Osborn, redessinée à partir du fossile, montre ce qui s'est avéré plus tard être une furcula d'oviraptoridé entre les bras de l'animal, interprété par Osborn comme l'interclavicule (« Ic. » dans la figure 8). Malheureusement, cette structure importante est mal identifiée. Si Heilmann avait examiné cet article aussi attentivement que la plupart de ses sources - ou s'il s'était rendu à New York pour voir le spécimen en personne -, il aurait peut-être complètement inversé ses conclusions.
La conclusion de Heilmann est si convaincante qu'elle empêche tout nouveau débat sur le sujet, même en présence d'autres preuves contradictoires. En 1936, le paléontologue Charles Lewis Camp décrit un nouveau théropode du Jurassique d'Amérique du Nord, Segisaurus. Comme Oviraptor, Segisaurus a une clavicule évidente, mais contrairement à Oviraptor, il est aussi clairement identifié comme tel dans l'article qui le décrit. Malgré cela, l'implication d'un dinosaure à clavicule est ignorée jusqu'à bien plus tard, et pendant de nombreuses années, l'état de la recherche sur les dinosaures stagne, peut-être en raison des effets de la Grande Dépression et de la Seconde Guerre mondiale.
Le regain d’intérêt pour le lien oiseau-dinosaure est en grande partie dû aux découvertes et aux recherches du paléontologue John Ostrom dans les années 1960. Il découvre et décrit un dinosaure dromaeosaure bien conservé : Deinonychus. Ostrom décrit Deinonychus comme étant extrêmement ressemblant à un oiseau, avec des caractéristiques aviaires telles qu'une furcula, de grandes plaques sternales, une posture horizontale, une colonne vertébrale semblable à celle d'un oiseau, des côtes sternales ossifiées et des processus uncinés. L'étude d'Ostrom sur cet animal a pour effet de révolutionner la façon dont les gens considéraient les dinosaures : en tant que prédateurs actifs et métaboliquement énergiques. Quelques années plus tard, Ostrom réanalyse également les fossiles d’Archaeopteryx, concluant que l'animal était plus reptilien que celui initialement décrit par Heilmann, notant notamment la similitude de ses pattes avec ceux de Deinonychus, ainsi qu'une foule d'autres caractéristiques. En fait, les similitudes sont si fortes que la main d’Archéoptéryx fut plus tard décrite comme « une version miniature de celle de Deinonychus ». Ces découvertes servent de base à la renaissance de l’hypothèse de l’ascendance des dinosaures sur l’origine des oiseaux.

### Modèles d'évolution du vol
Heilmann imagine que les oiseaux ont évolué à partir d'animaux vivant au sol, devenus arboricoles et capables de sauter entre les branches au fil du temps. Leurs descendants seraient finalement capables de planer à mesure que la longueur des sauts augmentait, conduisant à une plus grande spécialisation et éventuellement à des capacités de battement des bras. Cette hypothèse « depuis le bas vers les arbres » est proposée à l'origine par Othniel C. Marsh en 1880. Cette théorie générale sur le mode d'évolution du vol chez les oiseaux persiste jusqu'aux temps modernes, en particulier (mais pas exclusivement) parmi les opposants à une origine théropode des oiseaux. Cela inclut des paléontologues tels qu'Alan Feduccia, qui sont essentiellement d'accord avec l'affirmation de Heilmann selon laquelle les ancêtres des oiseaux devaient être arboricoles.
L’origine même du vol des oiseaux fait encore l’objet de vifs débats. Il est clair que les plumes devaient être une condition préalable au vol chez les oiseaux (bien que le vol n'ait peut-être pas été une condition préalable aux plumes). Il n'y a pas encore de consensus sur la question de savoir si le vol s'effectue depuis le sol vers le haut ou depuis les arbres vers le bas, et Heilmann est en grande partie responsable de la vulgarisation de l'idée du bas vers les arbres dès le début. L'idée moderne de l'hypothèse arboricole a peu changé depuis l'époque de Heilmann, et elle affirme que le vol des oiseaux aurait pour origine le vol d'oiseaux grimpants glissant depuis la cime des arbres, faisant du vol plané, un précurseur du vol battu. À mesure que ces premiers oiseaux devenaient des planeurs plus efficaces, ils auraient commencé à étendre leur portée et leurs capacités en développant un vol plus puissant. Dans ce mode d'évolution des oiseaux proposé, le « Proavis » de Heilmann est fortement impliqué, ce qui aurait probablement été un quadrupède grimpeur, se perchant et planant à un stade précoce. Cette hypothèse sur l'origine du vol des oiseaux a eu de nombreux adeptes, dont Walter Joseph Bock et Alan Feduccia.
L'hypothèse arboricole est en concurrence avec l'idée selon laquelle les oiseaux ont évolué à partir d'ancêtres d'oiseaux courants, connue sous le nom « d'hypothèse du coureur ». Ce scénario aurait pu impliquer d'anciens oiseaux sautant ou courant sur le sol et s'envolant brièvement, peut-être pour éviter des obstacles ou attraper des insectes. Alors que ces animaux s’efforcent de vaincre la force de gravité, le vol est peut-être apparu très tôt. Ils ont peut-être également utilisé leur vitesse au sol pour gravir des arbres ou d'autres pentes raides, développant un mécanisme de battement de plus en plus sophistiqué pour les aider. Ce modèle nécessite un ancêtre coureur et à plumes. Les partisans de l'hypothèse du coureur citent les pattes, les pieds et les mains de l'Archéoptéryx comme héritage d'un ancêtre coureur maniraptorien. Ce modèle a également eu de nombreux adeptes au fil des années, dont John Ostrom et Jacques Gauthier.
L'hypothèse arboricole est populaire à l'époque de Heilmann, même avant ses recherches, car elle est avancée par Marsh. Elle tombe en disgrâce à la suite des recherches d'Ostrom dans les années 1960 et 1970, qui suggèrent que les ancêtres des oiseaux sont des animaux bipèdes à course rapide, donnant ainsi du crédit au modèle du coureur. L’attention est revenue au modèle arboricole lorsque plusieurs théropodes chinois non aviaires du Crétacé inférieur sont découverts au début des années 2000. Ces nouvelles découvertes, représentées principalement par Epidendrosaurus et Microraptor, sont décrites comme possédant des caractéristiques indiquant un mode de vie arboricole. Microraptor a même des plumes de vol sur ses pattes, ce qui suggère qu'il s'agissait d'un planeur. Bien que l’hypothèse arboricole soit encore populaire à l’époque moderne, il existe plusieurs partisans du modèle coureur et aucun consensus n’est établi. L'adhésion au modèle arboricole est partagée à la fois par les paléontologues qui acceptent l'ascendance dinosaure des oiseaux, et par une minorité qui croit encore que les oiseaux ont évolué à partir d'un groupe de reptiles non dinosaures. Bien que le modèle arboricole ait été quelque peu populaire avant les recherches de Heilmann, ses écrits ont contribué à le faire progresser et à le populariser et l'idée continue d'avoir une emprise.

### Les ailes de pattes de Beebe

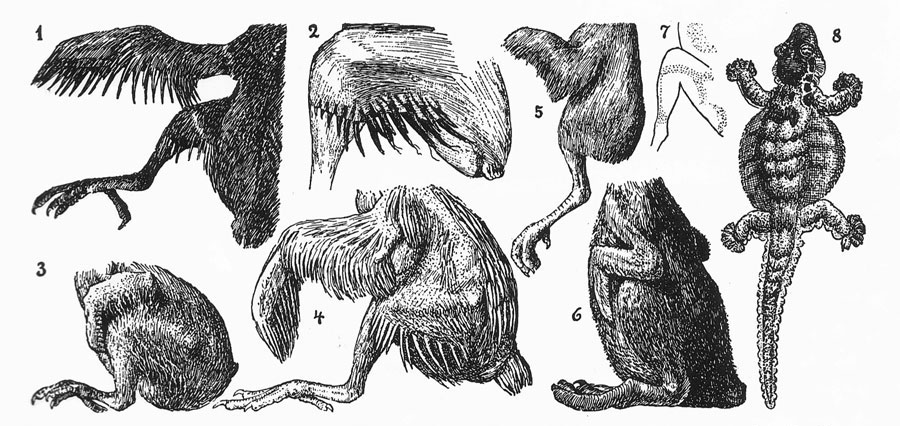
Illustrations de Heilmann, redessinées à partir du travail de Beebe, montrant les membres postérieurs de divers oisillons et d'un reptile.

Dans la quatrième section de The Origin of Birds, Heilmann examine l'hypothèse de Tetrapteryx proposée par William Beebe en 1915. Cette hypothèse est basée sur des observations d'embryons et de oisillons, dont Beebe a découvert qu'ils possédaient une frange vraisemblablement atavique de rémiges sur leurs membres postérieurs. Sa principale preuve provient de l'examen des plumes naissantes sur la cuisse d'une tourterelle à ailes blanches âgée de quatre jours. Il théorise sur la base de cette frange embryologique et de la théorie de la récapitulation selon laquelle les oiseaux sont autrefois passés par un stade « Tetrapteryx » au cours de leur évolution lointaine, qu'il représente comme un hypothétique animal planeur à quatre ailes.
Heilmann, bien qu'enthousiasmé par l'idée de Beebe, trouve peu de preuves de ces ailes de pattes en étudiant les oisillons de la collection du Musée zoologique de Copenhague. Il examine également les oisillons d'espèces d'oiseaux inaptes au vol, comme l'autruche et l'émeu, à la recherche d'une trace d'ailes de pattes, toujours sans succès. Même après avoir étudié les oisillons d'oiseaux étroitement apparentés aux tourterelles de Beebe, y compris des pigeons, il ne trouve toujours aucune trace d'ailes de pattes. Au lieu de cela, il découvre sur les cuisses des oisillons « une série de plumes permanentes, et aucun atavisme. S'il s'agissait d'une véritable relique d'un passé aussi lointain, elle apparaîtrait, comme un aperçu, dans l'embryon ou le pigeonneau, rapidement pour disparaître à nouveau ». Heilmann souligne ensuite les difficultés morphologiques liées à une telle aile de patte, indiquant qu'elle pourrait nuire à la survie. En effet, la théorie de Tetrapteryx de Beebe est complètement ignorée par Heilmann, et cela est resté le consensus dans la littérature ornithologique jusqu'à bien plus tard. Malgré cela, les illustrations du Proavis de Heilmann arborent une courte bordure de plumes derrière la cuisse, qui, selon certains auteurs, est inspirée par l'idée de Tetrapteryx de Beebe.

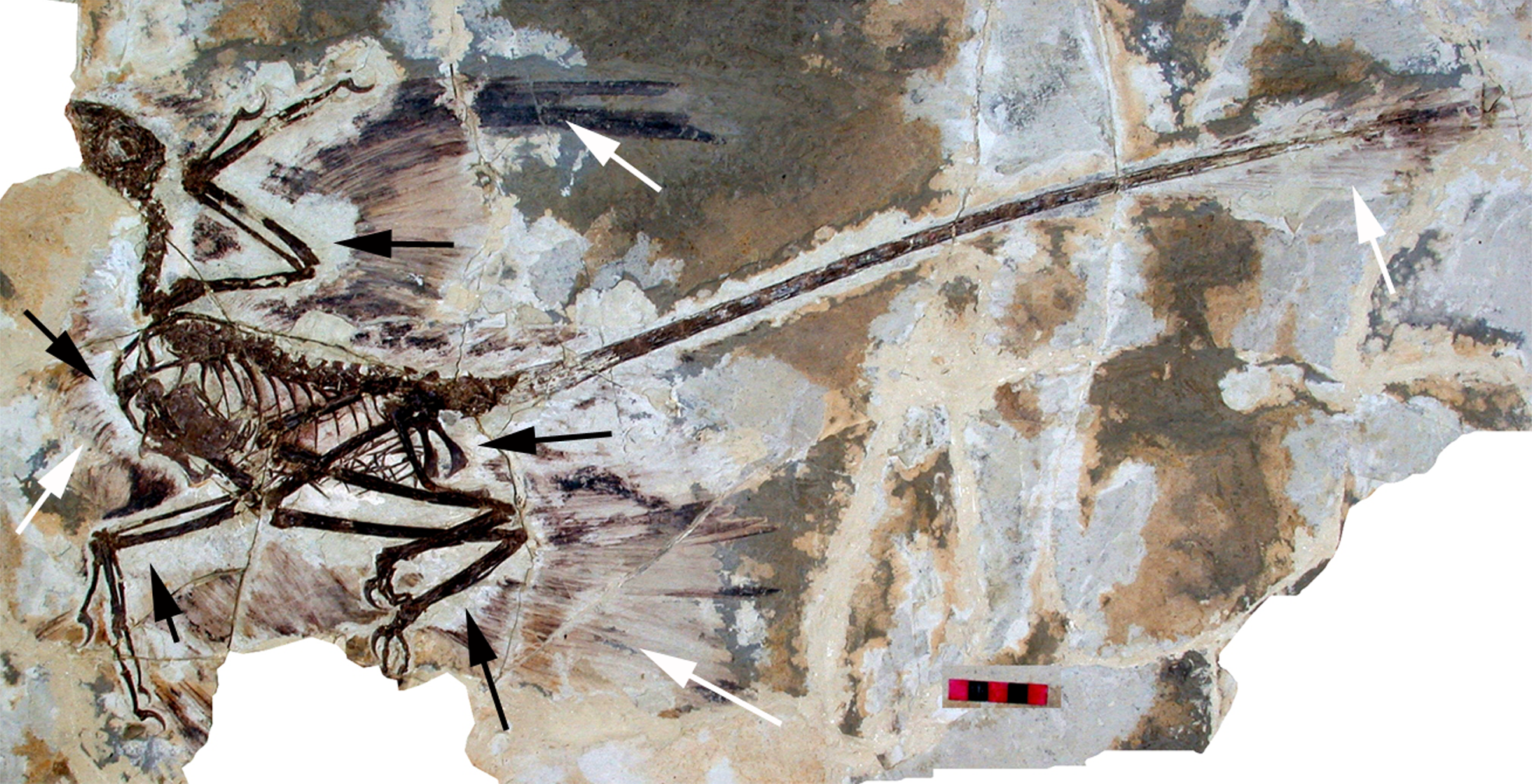
Le fossile du Microraptor gui, découvert en 2003, illustrant clairement l'existence des ailes des pattes, ce que Heilmann a nié.

Beebe n'est pas vraiment découragé par l'acceptation de la communauté scientifique du rejet de sa théorie par Heilmann, comme en témoigne le fait qu'il écrit encore sur son hypothèse de Tetrapteryx jusque dans les années 1940. Son adhésion à sa théorie était bien placée, puisqu'en 2003, une découverte révolutionnaire est faite dans la formation de Jiufotang, du début du Crétacé, de la province de Liaoning en Chine : Microraptor gui, un petit dromaeosaure à quatre ailes qui a conduit à un regain de crédibilité du modèle arboricole pour l'origine du vol des oiseaux. La caractéristique la plus remarquable de cet animal est l'existence de longues plumes pennacées sur ses bras et ses jambes, formant un ensemble de quatre ailes aérodynamiques qui, selon ses découvreurs, étaient utilisées pour planer. Cette découverte a eu pour effet immédiat de ressusciter l'idée selon laquelle les plumes des pattes pourraient avoir eu une certaine influence sur l'origine du vol chez les oiseaux, en s'appuyant sur l'idée initialement proposée par Beebe et rejetée par Heilmann.
Aujourd'hui, la description faite par Beebe en 1915 de son hypothétique ancêtre oiseau à quatre ailes est considérée comme prémonitoire, et il ne fait aucun doute que Microraptor ressemble étonnamment aux illustrations vieilles de près d'un siècle de Tetrapteryx. Après sa découverte, Microraptor a eu pour effet à la fois de revigorer l'hypothèse arboricole et de mettre enfin fin à l'acceptation généralisée du mépris de Heilmann pour la théorie du Tetrapteryx.